# Syngnathus exilis
Syngnathus exilis es una especie de pez de la familia Syngnathidae en el orden Syngnathiformes.

## Morfología
Los machos pueden alcanzar 25 cm de longitud total.

## Reproducción
Es ovovivíparo y el macho transporta los huevos en una bolsa ventral, la cual se encuentra debajo de la cola.

## Hábitat
Es un pez de mar y de clima subtropical.

## Distribución geográfica
Se encuentra en el Pacífico oriental: desde Half Moon Bay (California central, Estados Unidos) hasta Baja California y la Isla Guadalupe (México ).